# Distretto di Dongfeng
Il distretto di Dongfeng (东风区S, Dōngfēng QūP) è un distretto della Cina, situato nella provincia di Heilongjiang e amministrato dalla prefettura di Jiamusi.